# Zimní cesta

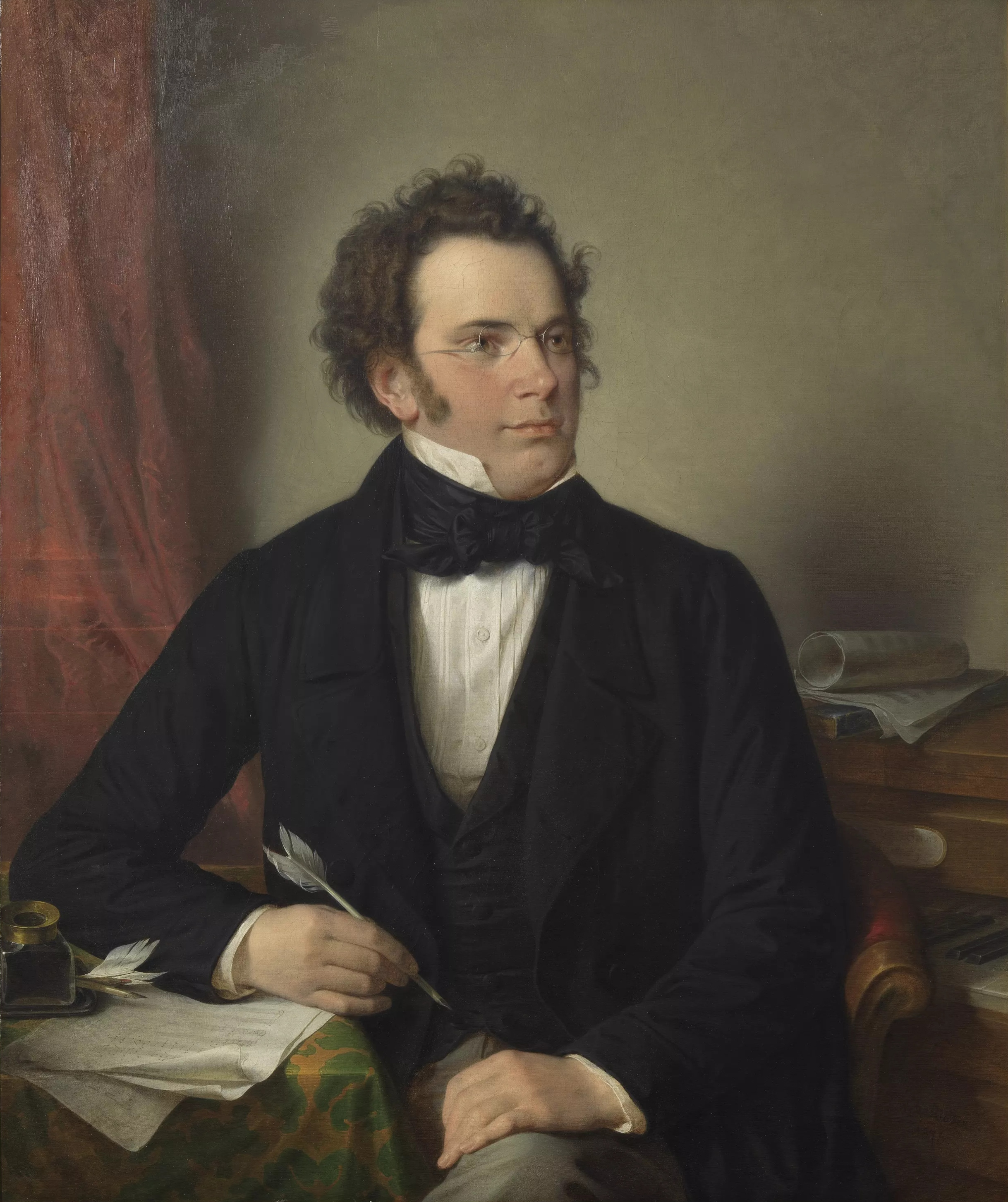
Schubert na Riederově obrazu z roku 1875 podle vzoru z r. 1825

Zimní cesta (německy Winterreise) je písňový cyklus pro mužský hlas a klavír Franze Schuberta z roku 1827 na básně Wilhelma Müllera. Vydán byl jako Op. 89, v Deutschově seznamu Schubertových děl má číslo 911.

## Historie díla
Cyklus vznikl ve dvou částech. V únoru 1827 složil Schubert dvanáct písní podle prvního vydání Müllerova básnického cyklu z roku 1823 (Wanderlieder von Wilhelm Müller verfasst. Die Winterreise. In 12 Liedern ve sborníku Urania). Dne 4. března 1827 sezval své přátele, aby jim písně představil, ale na schůzku v domě Franze von Schobera nepřišel. Cyklus byl pak uveden později. Tiskem vyšla tato první část 14. ledna 1828.
Když se Schubertovi dostalo do rukou vydání Müllerovy sbírky z roku 1824, zjistil, že básník doplnil sbírku dalšími dvanácti básněmi, přičemž některé nové zařadil mezi básně původní. Pořadí písní tedy neodpovídá pořadí básní ve sbírce. Schubert začal v říjnu 1827 pracovat na zhudebnění dalších dvanácti básní. Tato druhá část vyšla tiskem 30. prosince 1828, tedy více než měsíc po skladatelově smrti.
Cyklus byl původně psán pro tenor a klavír. Záhy byl ale transponován a je součástí repertoáru zpěváků a zpěvaček různých hlasových poloh (baryton, basbaryton, bas, soprán, mezzosoprán, kontraalt).

## Obsah
Zimní cesta obsahuje 24 písní na texty básní Wilhelma Müllera:
1. Gute Nacht (Dobrou noc), tónina d moll, durata cca 5 min.
2. Die Wetterfahne (Korouhvička), d moll, cca 1 a půl min.
3. Gefror'ne Tränen (Zmrzlé slzy), f moll, 3 min.
4. Erstarrung (Strnutí), c moll, 3 min.
5. Der Lindenbaum (Lípa), E dur, cca 4 min.
6. Wasserflut (Proud), e moll, cca 4 min.
7. Auf dem Flusse (Na řece), e moll, 3 a půl min.
8. Rückblick (Pohled zpátky), g moll, cca 2 min.
9. Irrlicht (Bludička), h moll, cca 3 min.
10. Rast (Odpočinek), c moll, cca 3 a půl min.
11. Frühlingstraum (Jarní sen), A dur, cca 4 min.
12. Einsamkeit (Osamělost), h moll, cca 3 min.
13. Die Post (Pošta), Es dur, cca 2 min.
14. Der greise Kopf (Hlava starce), c moll, cca 3 min.
15. Die Krähe (Vrána), c moll, cca 1 a půl min.
16. Letzte Hoffnung (Poslední naděje), Es dur, cca 2 min.
17. Im Dorfe (Ve vsi), D dur, cca 3 a půl min.
18. Der stürmische Morgen (Bouřlivé ráno), d moll, 55 s
19. Täuschung (Zklamání), A dur, cca 1 a čtvrt min.
20. Der Wegweiser (Ukazatel cesty), g moll, cca 4 min.
21. Das Wirtshaus (Hostinec), F dur, cca 4 a půl min.
22. Mut! (Odvahu!), g moll, cca 1 a čtvrt min.
23. Die Nebensonnen (Tři slunce), A dur, cca 2 min.
24. Der Leiermann (Flašinetář), a moll, cca 3 a půl min.

## Nahrávky
- 1927 Richard Tauber
- 1933 Gerhard Hüsch, klavír Hanns Udo Múller
- 1942 Hans Hotter, klavír Michael Raucheisen
- 1948 Peter Anders, klavír Günther Weissenborn.
- 1951 Peter Anders, klavír Michael Raucheisen
- 1955 Hans Hotter, klavír Gerald Moore
- 1957 Josef Greindl, klavír Hertha Klust
- 1962 Hermann Prey, klavír Karl Engel
- 1962 Dietrich Fischer-Dieskau, klavír Gerald Moore
- 1965 Peter Pears, klavír Benjamin Britten
- 1971 Hermann Prey, klavír Wolfgang Sawallisch
- 1974 Theo Adam, klavír Rudolf Dunkel
- 1985 Peter Schreier, klavír Svjatoslav Richter
- 1986 Siegfried Lorenz, klavír Norman Shetler
- 1988 Christa Ludwig, klavír James Levine
- 1989 Thomas Quasthoff, klavír Martin Galling
- 1989 Olaf Bär, klavír Geoffrey Parsons
- 1990 Andreas Schmidt, klavír Rudolf Jansen
- 1990 Victor Braun, klavír Antonín Kubálek
- 1990 Thomas Allen, klavír Roger Vignoles
- 1994 Peter Schreier, klavír András Schiff
- 1997 Thomas Hampson, klavír Wolfgang Sawallisch
- 1998 Thomas Quasthoff, klavír Charles Spencer
- 2001 Christian Gerhaher, klavír Gerold Huber
- 2004 Constantin Walderdorff, klavír Kristin Okerlund
- 2004 Ian Bostridge, klavír Leif Ove Andsnes
- 2005 Thomas Quasthoff, klavír Daniel Barenboim
- 2006 Robert Holl, klavír Oleg Maisenberg
- 2007 Robert Holl, klavír Naum Grubert
- 2010 Matthias Goerne, klavír Graham Johnson, Harmonia Mundi
- 2011 James Gilchrist, klavír Anna Tilbrook
- 2011 Ferruccio Furlanetto, klavír Igor Tchetuev
- 2014 Jonas Kaufmann, klavír Helmut Deutsch, Sony Music Entertainment

Přehled nahrávek Zimní cesty je shrnut v obsáhlém článku Petra Matuszeka na webu Opera Plus.